# Another Perfect Day
Another Perfect Day – siódmy album studyjny brytyjskiej heavymetalowej grupy Motörhead, wydany 4 czerwca 1983 roku nakładem wytwórni muzycznej Bronze Records. Pierwszy i ostatni album z udziałem Briana Robertsona. Został nagrany pomiędzy lutym a marcem 1983 roku w Olympic Studios i Eel Pie Studios w Londynie. Nagrania były promowane teledyskiem do utworu „One Track Mind”.

## Lista utworów
Opracowano na podstawie materiału źródłowego.
| Nr  | Tytuł utworu             | Autorzy                      | Długość |
| --- | ------------------------ | ---------------------------- | ------- |
| 1.  | „Back at the Funny Farm” | Kilmister, Taylor, Robertson | 04:14   |
| 2.  | „Shine”                  | Kilmister, Taylor, Robertson | 03:11   |
| 3.  | „Dancing on Your Grave”  | Kilmister, Taylor, Robertson | 04:29   |
| 4.  | „Rock It”                | Kilmister, Taylor, Robertson | 03:55   |
| 5.  | „One Track Mind”         | Kilmister, Taylor, Robertson | 05:55   |
| 6.  | „Another Perfect Day”    | Kilmister, Taylor, Robertson | 05:29   |
| 7.  | „Marching Off to War”    | Kilmister, Taylor, Robertson | 04:11   |
| 8.  | „I Got Mine”             | Kilmister, Taylor, Robertson | 05:24   |
| 9.  | „Tales of Glory”         | Kilmister, Taylor, Robertson | 02:56   |
| 10. | „Die You Bastard!”       | Kilmister, Taylor, Robertson | 04:25   |
|     |                          |                              | 44:09   |

| Edycja rozszerzona | Edycja rozszerzona       | Edycja rozszerzona |
| Nr                 | Tytuł utworu             | Długość            |
| ------------------ | ------------------------ | ------------------ |
| 1.                 | „Back at the Funny Farm” | 04:14              |
| 2.                 | „Shine”                  | 03:11              |
| 3.                 | „Dancing on Your Grave”  | 04:29              |
| 4.                 | „Rock It”                | 03:55              |
| 5.                 | „One Track Mind”         | 05:55              |
| 6.                 | „Another Perfect Day”    | 05:29              |
| 7.                 | „Marching Off to War”    | 04:11              |
| 8.                 | „I Got Mine”             | 05:24              |
| 9.                 | „Tales of Glory”         | 02:56              |
| 10.                | „Die You Bastard!”       | 04:25              |
| 11.                | „Turn You Round Again”   | 03:55              |
|                    |                          | 48:04              |

| Bonus CD 2 – Live at Manchester Apollo June 10th, 1983 | Bonus CD 2 – Live at Manchester Apollo June 10th, 1983 | Bonus CD 2 – Live at Manchester Apollo June 10th, 1983 |
| Nr                                                     | Tytuł utworu                                           | Długość                                                |
| ------------------------------------------------------ | ------------------------------------------------------ | ------------------------------------------------------ |
| 1.                                                     | „Back at the Funny Farm”                               | 04:06                                                  |
| 2.                                                     | „Tales of Glory”                                       | 03:40                                                  |
| 3.                                                     | „Heart of Stone”                                       | 03:11                                                  |
| 4.                                                     | „Shoot You in the Back”                                | 02:43                                                  |
| 5.                                                     | „Marching Off to War”                                  | 04:48                                                  |
| 6.                                                     | „Iron Horse”                                           | 03:45                                                  |
| 7.                                                     | „Another Perfect Day”                                  | 05:38                                                  |
| 8.                                                     | „(I'm Your) Hoochie Coochie Man”                       | 06:39                                                  |
| 9.                                                     | „(Don't Need) Religion”                                | 02:43                                                  |
| 10.                                                    | „One Track Mind”                                       | 06:12                                                  |
| 11.                                                    | „Go to Hell”                                           | 02:59                                                  |
| 12.                                                    | „America”                                              | 04:25                                                  |
| 13.                                                    | „Shine”                                                | 03:08                                                  |
| 14.                                                    | „Dancing on Your Grave”                                | 05:42                                                  |
| 15.                                                    | „Rock It”                                              | 04:38                                                  |
| 16.                                                    | „I Got Mine”                                           | 05:36                                                  |
| 17.                                                    | „Bite the Bullet”                                      | 01:34                                                  |
| 18.                                                    | „The Chase Is Better Than the Catch”                   | 05:42                                                  |
|                                                        |                                                        | 1:17:09                                                |

## Twórcy
Opracowano na podstawie materiału źródłowego.
| Zespół Motörhead w składzie - Lemmy – gitara basowa, wokal - Brian Robertson – gitara - Phil Taylor – perkusja |  | Inni - Joe Petagno – okładka, oprawa graficzna - Paul Howden – ilustracje - RME – mastering - Tony Platt – produkcja muzyczna, miksowanie |

## Listy sprzedaży
| Lista             | Kraj              | Pozycja |
| ----------------- | ----------------- | ------- |
| Sverigetopplistan | Szwecja           | 18      |
| UK Albums Chart   | Wielka Brytania   | 20      |
| Billboard 200     | Stany Zjednoczone | 153     |
| MegaCharts        | Holandia          | 39      |